# Steatoda felina
Steatoda felina är en spindelart som först beskrevs av Simon 1907.  Steatoda felina ingår i släktet vaxspindlar, och familjen klotspindlar.
Artens utbredningsområde är Kongo. Inga underarter finns listade i Catalogue of Life.